# ريتشارد س. جونسون
ريتشارد س. جونسون (بالإنجليزية: Richard C. Johnson)‏ هو عالم أمريكي، ولد في 9 مايو 1930، وتوفي في 2010.